# بليك فيرغسون
بليك فيرجسون (الإنجليزية:Blake Ferguson)، لاعب محترف مشهور في دوري الرغبي الأسترالي، ولد عام 1990.

## إسلامه
أسلم عام 2013 بمساعدة الملاكم المحترف ولاعب الرغبي انثوني مندين الذي أسلم سابقاً .

## روابط خارجية
- بليك فيرغسون على موقع بوكس ريك (الإنجليزية) (registration required)
- بليك فيرغسون على موقع ItsRugby.co.uk (الإنجليزية)